# نورهان كاراداغ
الأستاذ. الدكتور. نورهان كاراداغ (ولد في عام 1943 في مدينة إيلازيج) أكاديمية، ومخرجة، وكاتبة مسرحية ومؤلفة.
تخرج نورهان كاراداغ في عام 1968 من قسم المسرح بكلية اللغة والتاريخ والجغرافيا في جامعة أنقرة. وفي العام نفسه التحق نورهان كاراداغ بقناة تي أر تي وبدأ العمل كمؤلف مسرحي ومخرج. وفي عام 1975 عاد نورهان كاراداغ إلى الجامعة التي تخرج منها وشغل منصب أستاذ مساعد أولاً ثم بعد ذلك شغل منصب أستاذ جامعي. وأخرج نورهان كاراداغ العديد من المسرحيات في مسارح الدولة وفي مسارح المدينة بإسطنبول في قسم المسرح بكلية اللغة والتاريخ والجغرافيا. ومثل العديد من أدوار البطولة في أكثر من عشرون مسرحية. وعمل نورهان كاراداغ كمذيع ومستشار في البرامج الإذاعية والتلفزيونية. وفي عام 2006 حاز على العديد من الجوائز المختلفة ومن ضمنها «جائزة الشرف» بمهرجان المسرح الدولي الحادي عشر بأنقرة. وتول نورهان كاراداغ العديد من الوظائف المختلفة في المسرح بأنقرة وذلك من عام 1965 حتى عام 2006. وألقى نورهان كاراداغ محاضرات توجيهية في قسم المسرح بكلية اللغة والتاريخ والجغرافيا. وشغل نورهان كاراداغ وظيفة رئيس القسم. وفي عام 2006 حاز نورهان كاراداغ على «جائزة الشرف» بمهرجان المسرح الدولي بأنقرة.

## أعمالها
•	المسرح والشباب (مجلة المسرح، العدد الخاص للشباب، العدد الثاني، بايلان باسم وجيلد إيفي، مايو عام 1969 ، ص.40).
•	المسرح المعاصر ومقابلاته (المجتمع الحديث، مجلته، الطبعة الثالثة، مطبعة تشارك، فبراير عام 1976 ، أنقرة، ص.59 – 63).
•	المسرح الشعبي (مجلة الإستفتاء، الطبعة العاشرة، مطبعة مؤسسة الثقافة، مارس عام 1977، ص.7-12).
•	مسرح التجارة (نص المسرحية، مجلة الإستفتاء، مطبعة مؤسسة الثقافة، مارس عام 1977 ، ص.116-138)
•	من المسرحيات القروية إلى المسرح الحالي: خذ إبتسامتي (مجلة الأبحاث المسرحية، الطبعة السادسة، مطبعة جامعة أنقرة، أنقرة عام 1977، ص.227 – 283)
•	المسرح الشعبي (مجلة المجتمع الحديث، طبعة 16 – 17، مطبعة إيفرين، مارس، أبريل عام 1977 ، ص.41 – 46).
•	نماذج من المسرحيات المستخلصة في قرية جوموشتابا مع سيفاس وشاركيش (مجلة أبحاث المسرح، الطبعة السادسة، مطبعة جامعة أنقرة، أنقرة عام 1977 ، ص.131-156).
•	نموذج مسرحية بمقابلة ما حول انتشار مسارح الهواة: التبغ (مجلة الأبحاث المسرحية، الطبعة السادسة، مطبعة جامعة أنقرة، أنقرة عام 1977 ، ص. 284 – 285)
•	تعليم المسرح الإذاعي (مجلة الأبحاث المسرحية، طبعة خاصة لتعليم وتدريس المسرح، الطبعة السابعة، مطبعة جامعة أنقرة، أنقرة عام 1978 ، ص.163 – 173)
•	انتشار المسارح القومية (مسرحيات القرية، دار نشر مسرح التدريب بأنقرة مطبعة dsi ومطبعة مديرية إدارة الأفلام، أنقرة عام 1977 ، ص.179 – 184)
•	بعض الملاحظات التطبيقية على الصراح الحقيقي (مسرحيات القرية، أنقرة عام 1977 ، ص. 175 – 178)
•	الصراع الحقيقي (نص المسرحة، دار نشر القرية، أنقرة عام 1977 ، ص.142 – 174)
•	مسرحيات القرية (دار نشر ثقافة بنك الأعمال بتركيا، رقم النشر العام: 191، مطبعة تيسا، أنقرة عام 1978)
•	كيف هو المسرح (مجلة المسرحية، مارس عام 1979 ، ص.8).
•	الدراسات المسرحية بالمجتمع خلال أعوام 1932 – 1951 (مجلة الأبحاث المسرحية، الطبعة الثامنة، مطبعة جامعة أنقرة، عام 1988).
•	من التقليد في المسرح إلى العالمية (وزارة الثقافة التركية، وقائع منتديات المسرح)
•	هناك مهرجان في قريتنا (نشر في عام 1983 على قناة تي أر تي 1 كمسلسل تلفزيوني وثائقي مكون من 11 جزء)
•	قطعة حجر (نشر في عام 1973 في راديو إسطنبول على قناة تي أر تي التطبيقية لراديو مسرحيات رشاد نوري جونتاكين)
•	نرمين وتشولسوز علي في زفاف قروي (نشر سيناريو المسرحيات التلفزيونية الأصلية في عام 1972 في قناة تي أر تي التلفزيونية بأنقرة)
•	المصادر البدوية – الاحتقالية بالمسرح التركي والمسرح القروي (مجلة الأبحاث التركية، عام 1995 ، الطبعة: 112.)
•	الدراسات المسرحية بالمجتمع (سلسلة أعمال الفن – المسرح لعام 1998 بوزارة الثقافة التركية)
•	المسرح التركي في عام 75. بتركيا (دار نشر ميتوس بويوت، سلسلة ثقافة المسرح، 31 فبراير عام 1999 ، مطبعة باستيل، ص.107 – 115)
•	الجمعية العامة للمسرح (مرسين، إخارج المسرحية، ص. 260 – 262، tobav – عام 1997)
•	رابطة خريجي المسرح، المسرح القومي (نُشر عام 2002)

## وصلات خارجية
•	بعض المقالات